# لو كوك سبورتيف
لو كوك سبورتيف (بالفرنسية: Le Coq Sportif)‏، ماركة فرنسا تأسست في عام 1882 من قبل إميل كاموزي وتضم تشكيلات واسعة من الملابس والأحذية الرياضية

## تاريخ
في عام 1882، أنشأ «إميل» ورشة الجوارب بمساعدة ابنه، بدأت الشركة صناعة الملابس الرياضية وفي الثلاثينيات من القرن العشرين أصبحت واحدة من الموردين الرسميين للاتحادات الفرنسية لكرة القدم، وكرة السلة، والركبي، وألعاب القوى. في 26 أغسطس 1950، أصبحت "Le Coq Sportif" علامة تجارية مسجلة.

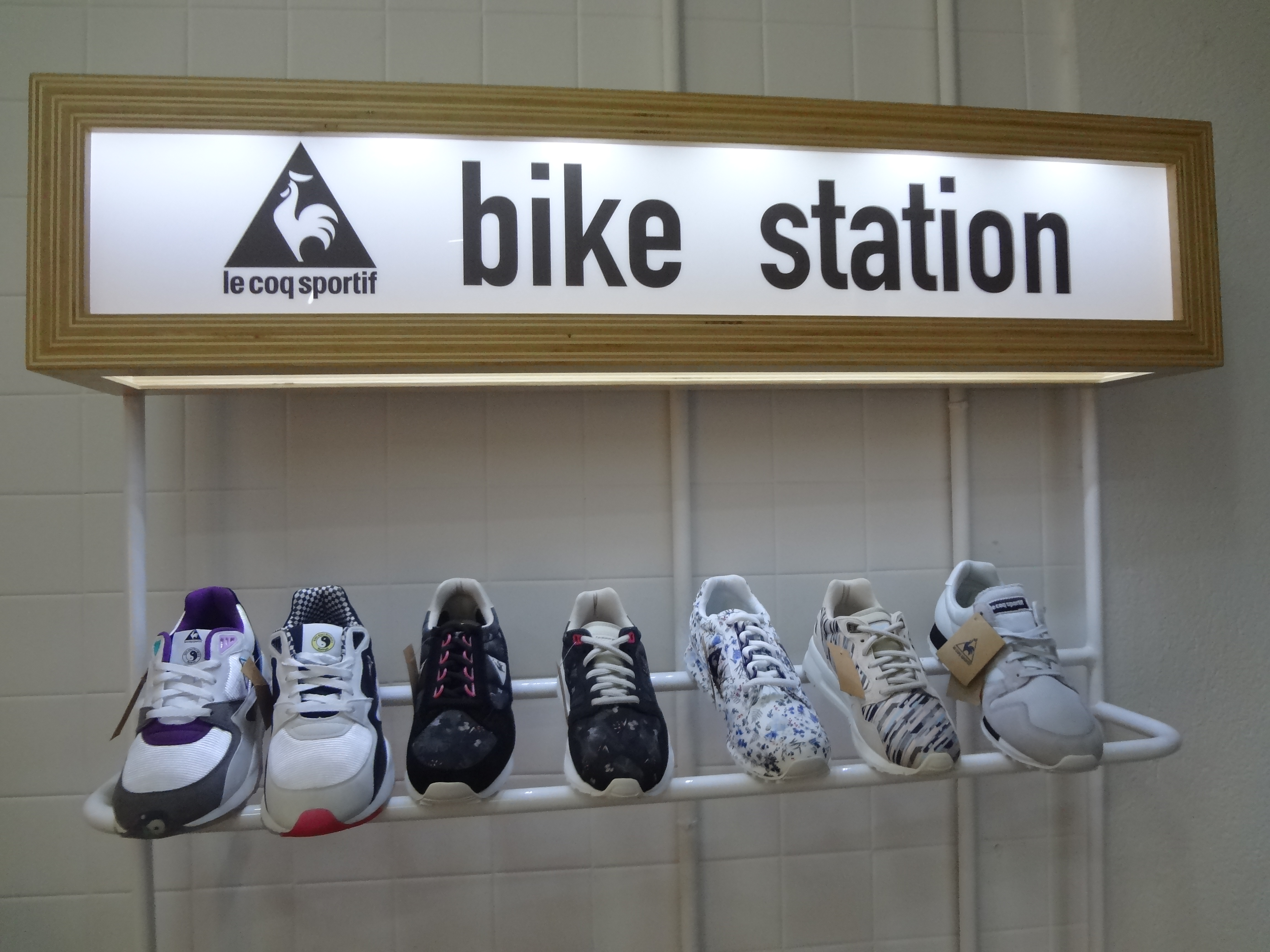
بعض أنواع الأحذية الرياضية

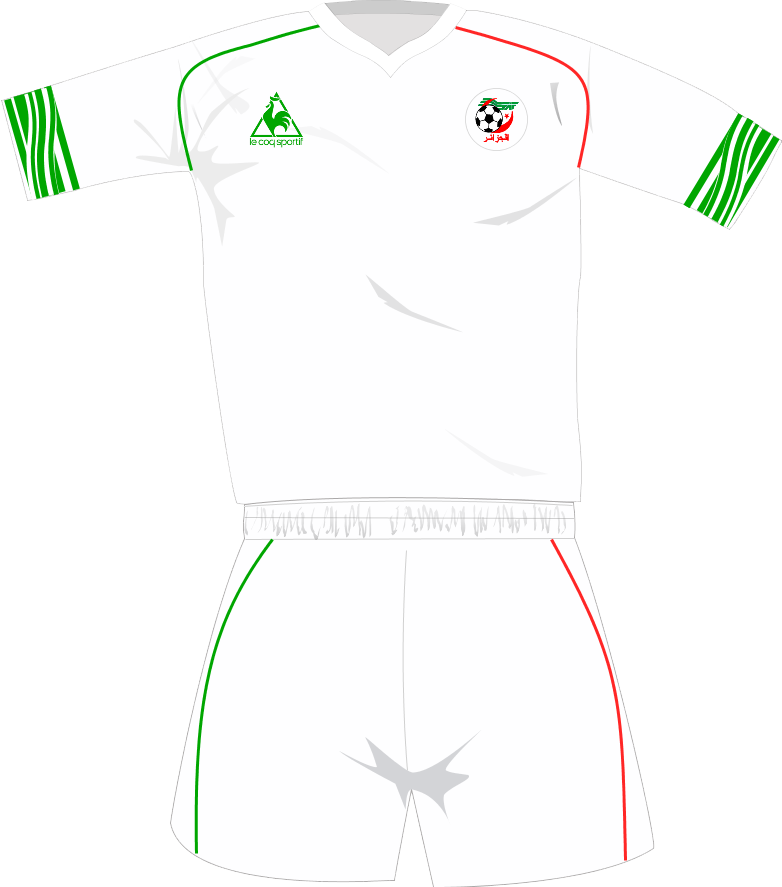
قميص منتخب الجزائر لكرة القدم